# Phungia trotommoides trotommoides
Phungia trotommoides trotommoides es una subespecie de coleóptero de la familia Mordellidae.

## Distribución geográfica
Habita en Angola.